# Eskadrila helikoptera 93. ZB
Eskadrila helikoptera 93. ZB Zadar, postrojba je Hrvatskog ratnog zrakoplovstva i protuzračne obrane, sa sjedištem u Zračnoj luci Zadar, Zemunik.

## Ustrojstvo
Eskadrila se sastoji od zapovijedništva eskadrile, dva helikopterska letačka voda koja provode letačku obuku s kadetima te druge letačke zadaće i Satnije za zrakoplovno-tehničko opsluživanje i održavanje.
Do preustroja 2003. godine Satnija je bila u sastavu Zrakoplovno-tehničke bojne te je tehnika bila odvojena od letača. No od 2003. u sastavu je Eskadrile helikoptera.

## Povijest i zadaće
Eskadrila je formirana 8. ožujka 1996. S radom je započela u Zagrebu, ali se vrlo brzo, već s dolaskom prvih Bellova, premjestila u 93. ZB Zemunik.
Postrojba osigurava uvježbanost i spremnost snaga za provedbu obuke kadeta-pilota i pilota, zadaća definiranim u partnerskim ciljevima i zrakoplovnu potporu (izviđanje, prevoženje) snagama HKoV i HRM. Osim za školovanje pilota, Eskadrila svojim snagama pruža, prema potrebi, i potporu drugim granama Oružanih snaga. Aktivno surađuje i s civilnim strukturama, i to prije svega s Gorskom službom spašavanja u akcijama traganja i spašavanja. Iza sebe imaju i višegodišnju dobru suradnju s Hrvatskim centrom za razminiranje: pomagali su u pronalaženju i lociranju minskih polja. Pomoću infracrvenih i termovizijskih kamera koje bi instalirali na helikoptere snimali su teren te poslije analizom snimaka locirali minska polja na terenu.
Osim školovanja hrvatskih pilota u Eskadrili helikoptera 93. ZB Zemunik uspješno je završio školovanje i pilot ratnog zrakoplovstva makedonskih Oružanih snaga, natporučnik Robert Mitrovski. Riječ je o prvom pilotu oružanih snaga neke strane zemlje koji je bio na obuci u Hrvatskom ratnom zrakoplovstvu.

## Flota
U sastavu Eskadrile nalazi se osam helikoptera Bell 206 te 16 borbenih helikoptera OH-58D Kiowa.